# Szkło barwne
Szkło barwne – powstaje przez dodanie do masy szklanej, w czasie jej topnienia związków metali ciężkich.
| barwa           | barwniki lub substancje mącące                                                                              |
| --------------- | --- |
| zielona         | związki żelaza i chromu                                                                                     |
| niebieska       | związki kobaltu(II) i miedzi(II)                                                                            |
| różowa          | selen, jego związki, chlorek złota(III)                                                                     |
| brunatna        | związki żelaza z manganem, grafit, koks, trociny                                                            |
| fioletowa       | związki manganu, także z dodatkiem selenu                                                                   |
| dymna           | związki niklu z żelazem i manganem                                                                          |
| żółta           | związki kadmu, siarki, ceru, tytanu, srebra                                                                 |
| czerwona        | miedź metaliczna, związki miedzi(I), selen i związki selenu, złoto metaliczne i jego sole, związki antymonu |
| czarna          | związki manganu lub kobaltu w większej ilości                                                               |
| opalowa (biała) | fluoryt, kriolit, arszenik, fluorokrzemian sodu, mączka kostna                                              |